# Gammarinema cardisomae
Gammarinema cardisomae is een rondwormensoort uit de familie van de Monhysteridae. De wetenschappelijke naam van de soort is voor het eerst geldig gepubliceerd in 1968 door Riemann.